# Kruševac
Kruševac  (tiếng Serbia:) là một thành phố Serbia. Thành phố Kruševac có diện tích  km², dân số là 57.347 người  (theo điều tra dân số Serbia năm 2002) còn dân số cả khu tự quản là người.  Đây là thủ phủ hành chính của quận